# Viviez
Viviez ist eine französische Gemeinde mit 1.214 Einwohnern (Stand: 1. Januar 2022) im Département Aveyron in der Region Okzitanien. Sie gehört zum Arrondissement Villefranche-de-Rouergue und zum Kanton Lot et Dourdou. Die Einwohner werden Viviézois genannt.

## Geografie
Viviez liegt etwa 36 Kilometer nordwestlich von Rodez am Fluss Enne, in den hier der Fluss Riou Viou mondet und mit ihm den Rou Mort bildet. Umgeben wird Viviez von den Nachbargemeinden Boisse-Penchot im Norden, Decazeville im Osten, Aubin im Süden sowie Les Albres im Südwesten.

## Geschichte
Zwischen 1975 und 1978 war die Gemeinde mit der Nachbarkommune Les Albres verbunden.

## Bevölkerungsentwicklung
| Jahr                       | 1962 | 1968 | 1975 | 1982 | 1990 | 1999 | 2006 | 2019 |
| Einwohner                  | 2974 | 2650 | 2162 | 1889 | 1662 | 1502 | 1414 | 1243 |
| Quellen: Cassini und INSEE |      |      |      |      |      |      |      |      |

## Sehenswürdigkeiten

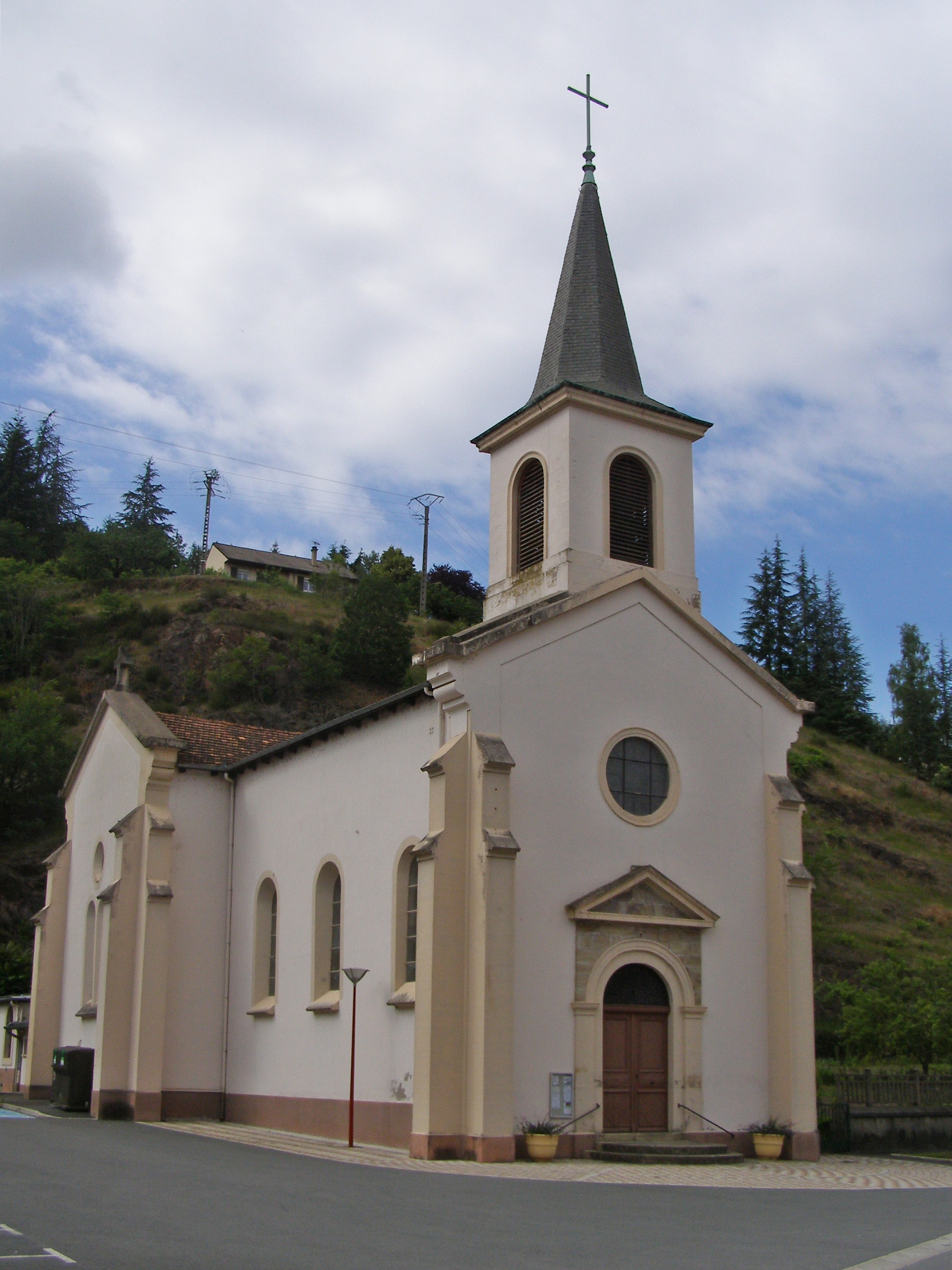
Kirche Saint-Martin
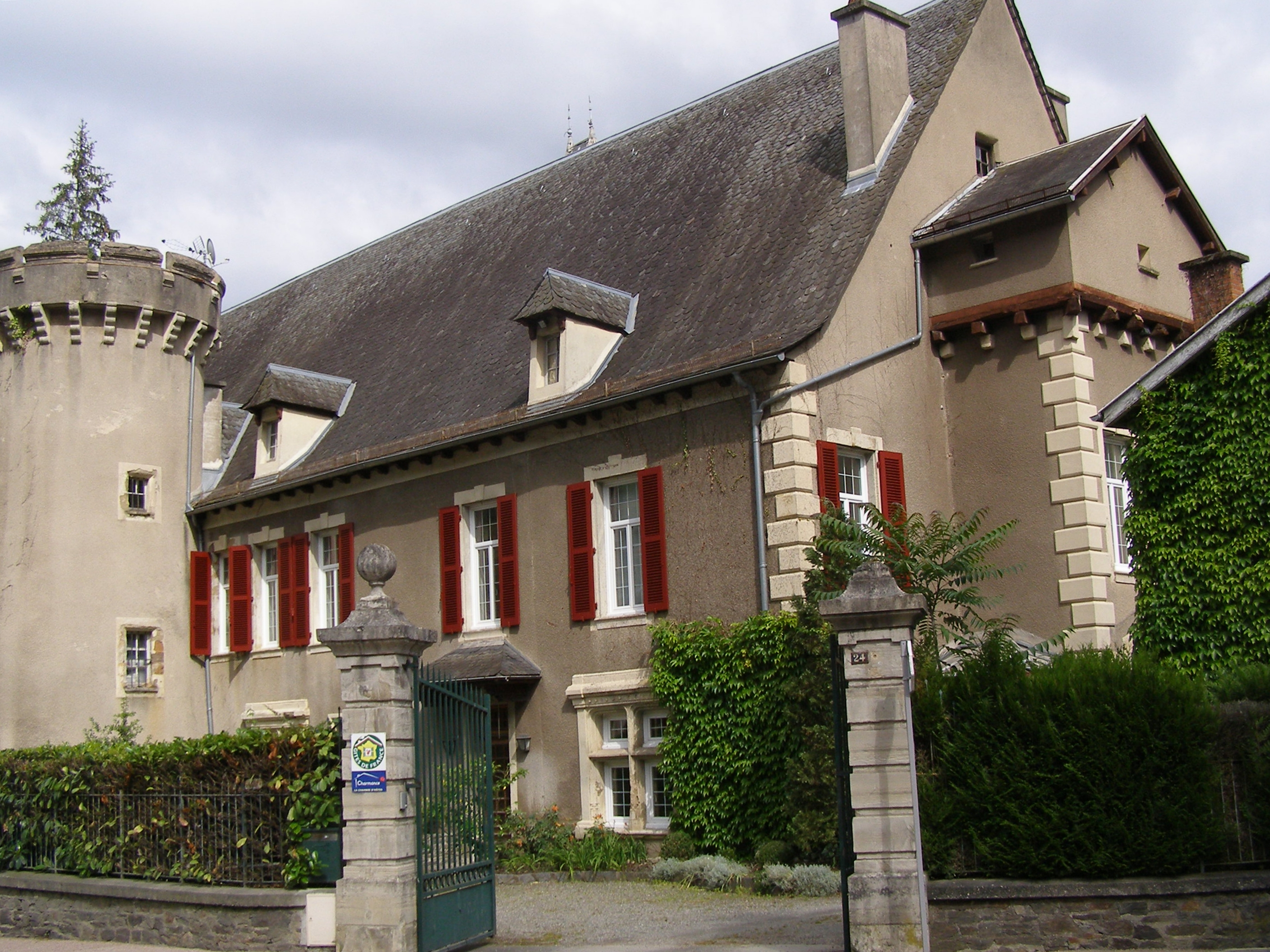
Schloss Viviez
- Alte Mühle

- Kirche Saint-Martin
- Schloss Viviez

## Persönlichkeiten
- Benjamin Hotchkiss (1826–1885), Ingenieur
- Jean-Auguste Brutails (1859–1926), Archivar und Fotograf
- Jean Puech (* 1942), Politiker und Landwirtschafts- und Fischereiminister (1993–1995)